# Harry von Rosen-von Hoewel
Harry von Rosen-von Hoewel (* 27. Dezember 1904 als Harry von Rozycki in Marienburg (Westpreußen); † 8. November 2003) war ein deutscher Jurist, Ministerialbeamter und Bundesrichter.

## Leben
Nach dem Studium der Rechtswissenschaft an der Albertus-Universität Königsberg und der Promotion im Jahre 1928 schlug er die Verwaltungslaufbahn ein, wurde 1935 Regierungsrat in Stettin und 1942 Beamter im Reichsinnenministerium, wo er hauptsächlich mit Rechtsfragen der besetzten polnischen Gebiete beschäftigt war. Im Rahmen dieser Tätigkeit veröffentlichte er 1942 einen Aufsatz, in dem er die fast vollkommene Entrechtung der polnischen Bevölkerung rechtfertigte. 1940 hatte er seinen bisherigen Namen Harry von Rozycki eindeutschen lassen. Im gleichen Jahr veröffentlichte er mit Walter Eckhardt in Leipzig die Deutsche Verfassungsgeschichte vom germanischen Volksstaat bis zum Dritten Reich. Es erschienen von ihm viele Publikationen, insbesondere zum öffentlichen Recht im Dritten Reich und zum nationalsozialistischen Sonderrecht für Polen. Gemeinsam mit dem damaligen Staatssekretär Wilhelm Stuckart verfasste er in der NS-Zeit mehrere Bände von Schaeffers Grundrissen. Er bearbeitete in der Reihe Neugestaltung des Rechts und der Wirtschaft die Bände „Deutsche Verfassungsgeschichte“ (Bd. 13, 3), „Der Staatsaufbau des Dritten Reiches“ (Bd. 13, 4), „Verwaltungsrecht“ (Bd. 14, 1), „Neues Gemeinderecht“ (Bd. 14, 2), „Die Reichsverteidigung“ (Bd. 40, 1) und „Die Kriegswirtschaft“ (Bd. 40, 2).
Nach dem Ende des Nationalsozialismus tat er mit seinem Co-Autor Walter Eckhardt so, als ob ihr Überblick zur Deutschen Verfassungsgeschichte unverändert neu aufgelegt worden sei. Dabei hatten die Autoren das Buch lediglich um einige in der demokratischen Bundesrepublik anstößige Inhalte bereinigt, welche die Hitlerdiktatur verherrlicht hatten. Das Buch erschien 1955 und in drei weiteren Auflagen bis 1971.
Nach Gründung der Bundesrepublik wurde von Rosen-von Hoewel Ministerialrat im Bundesinnenministerium, 1955 Senatspräsident beim Bundesverwaltungsgericht (BVerwG) und 1956 Oberbundesanwalt beim BVerwG.
Nach einem Bericht des Nachrichtenmagazins Der Spiegel hatte von Rosen-von Hoewel als Ministerialbeamter den Spitznamen Automaten-Harry: „Die in der Fachpresse abgedruckten gutachtlichen Abhandlungen des Ministerialrats aus dem Bundesinnenministerium entsprachen jedenfalls ganz den Vorstellungen des Münzautomatengewerbes und lieferten den Aufstellern von Waren- und Glücksspielautomaten wertvolle Hilfe in ihrem ständigen Kleinkrieg mit den Landesbehörden.“
Der SPD-Bundestagsabgeordnete Walter Menzel fragte am 12. Juni 1958 aufgrund von Veröffentlichungen von Rosen-von Hoewels aus der NS-Zeit die Bundesregierung, ob dem Ministerium bekannt sein, dass

„a) Rosen-von Hoewel sich im Jahre 1942 besonders aktiv für eine »Sonderbehandlung von Polen und Juden« eingesetzt hat, indem er mit dem Hinweis auf die »Sendung, die Deutschland im Osten zu erfüllen habe«, ein rücksichtsloses Vorgehen und eine möglichst weitgehende Anwendung der Todesstrafe forderte,

b) in einem Lehrbuch über ,.Deutsche Verfassungsgeschichte" von 1942 auf den Seiten 160 ff. ausführt
»Der November-Verrat war von den überstaatlichen Mächten ins Werk gesetzt worden, um das Reich in ihre Gewalt zu bekommen«
und »der wahre Beherrscher des Deutschen Reiches war das internationale Juden- und Freimaurertum« und in diesem Lehrbuch für Studenten weiter behauptet, daß der 30. Januar 1933 »das deutsche Volk aus Schande, und Unehre befreite« und »daß die Wiedergeburt von Volk und Staat mit dem Namen Adolf Hitlers unlöslich verbunden sei«?“

Bundesinnenminister Gerhard Schröder antwortete, dass Rosen-von Hoewel seit dem 4. Juni beurlaubt sei und dass die genannten Schriften bei der Einstellung und Beförderung Rosens nicht bekannt gewesen seien, und dass die Bundesregierung jetzt Rosen-von Hoewel für sein jetziges Amt politisch nicht geeignet halte.
Anschließend wurde von Rosen-von Hoewel Geschäftsführer des Vereins Deutscher Automatenfachleute e. V. und „konnte“, wie der Spiegel im April 1959 meldete, „dadurch seine Ruhestandsbezüge von 1800 Mark um 3000 Mark monatlich erhöhen“. Nach Darstellung von Philipp Mützel ließ sich von Rosen-von Hoewel nach seiner Versetzung in den Ruhestand als Rechtsanwalt in München nieder und widmete sich seinen schriftstellerischen Tätigkeiten.

## Veröffentlichungen (Auswahl)

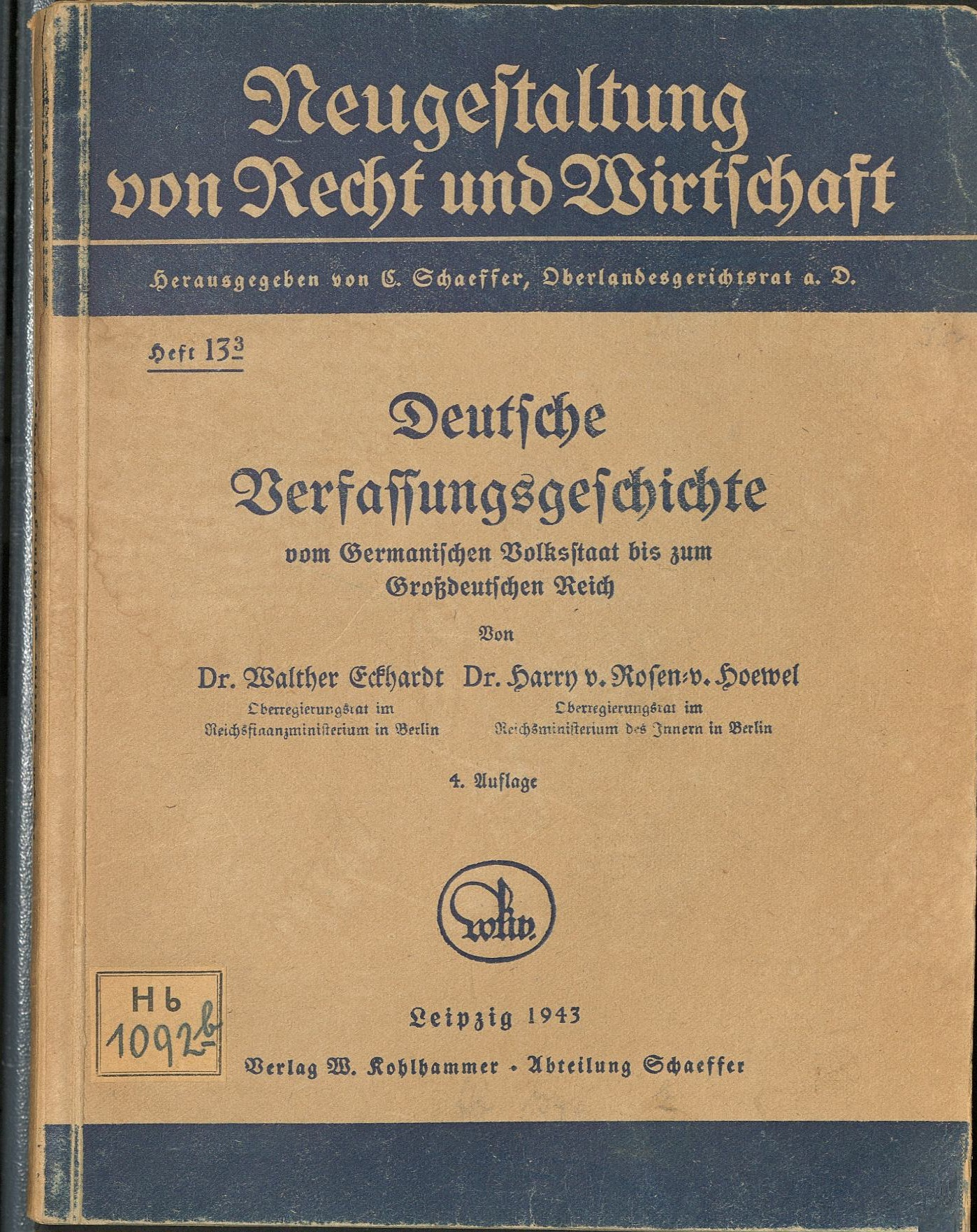
Verfassungsgeschichte (1943)

- Die Einwilligung im Reichsstrafgesetzbuch. Dissertation. Königsberg 1928 (als Harry von Rozycki).
- mit Fred von Rozycki-von Hoewel: Das Gesetz zur Regelung der landwirtschaftlichen Schuldverhältnisse vom 1. Juni 1933. 5. Auflage. Die Grenzwacht, Schneidemühl 1935.
- mit Walter Eckhardt: Deutsche Verfassungsgeschichte vom germanischen Volksstaat bis zum Dritten Reich. Leipzig 1940 (= Neugestaltung von Recht und Wirtschaft, H. 13, Tl. 3); unter dem Titel: Deutsche Verfassungsgeschichte, Kohlhammer Verlag, Stuttgart; Schwann Verlag, Düsseldorf 1955 (= Schaeffers Grundriß des Rechts und der Wirtschaft, Abt. II, Bd. 26) (weitere Auflagen 1960, 1965 und 1971).
- Böhmen und Mähren im deutschen Lebensraum. Eine verfassungsgeschichtliche Betrachtung. In: Deutsche Verwaltung (DV), 16, 1939, S. 388–393
- Der niederländische Raum. Eine verfassungsgeschichtliche Betrachtung. In: Deutsche Verwaltung (DV), 17, 1940, S. 200–203
- Das Polenstatut. In: Deutsche Verwaltung (DV), Jg. 1942, S. 109 ff.
- mit Wilhelm Stuckart, Rolf Schiedermair: Der Staatsaufbau des Deutschen Reichs in systematischer Darstellung (= Neues Staatsrecht. Bd. 3). (=  Neugestaltung von Recht und Wirtschaft. Heft 13/4). Kohlhammer, Abteilung Schaeffer, Leipzig 1943.
- Das Grundgesetz für die Bundesrepublik Deutschland (= Schaeffers Grundriß des Rechts und der Wirtschaft). W. Kohlhammer Verlag, Stuttgart 1957.
- mit Josef Wiefels: Römisches Recht. Rechtsgeschichte und Privatrecht (= Schaeffers Grundriß des Rechts und der Wirtschaft). R. v. Decker & C. F. Müller, Heidelberg 1986, ISBN 3-8114-7583-5.